# Bion (Oper)
Bion ist eine Opéra-comique (französische Originalbezeichnung: „comédie mêlée de musique“) in einem Akt des französischen Komponisten Étienne-Nicolas Méhul. Das Libretto stammt von François-Benoît Hoffman und basiert auf dem Stück Les voyages d’Anténor von Étienne-François de Lantier. Die Uraufführung fand am 27. Dezember 1800 in der Salle Favart der Opéra-Comique in Paris statt.

## Handlung
Der Poet Bion hat einst das Mädchen Nysa aus der Sklaverei befreit und sie dann großgezogen. Eines Tages kommen mit Cratès und Agénor zwei Reisende zu Besuch zu Bion. Dabei verlieben sich Agénor und Nysa ineinander. Allerdings hat Nysa Schuldgefühle gegenüber Bion, dem sie sich zu Dank verpflichtet fühlt. Bion täuscht eine Reise vor und erklärt bei seiner Rückkehr Nysa heiraten zu wollen. Nysa und Agénor beschließen, Bions Abwesenheit zu nutzen, um zu heiraten und damit vollendete Tatsachen zu schaffen. Die Trauungszeremonie wird durch das plötzliche Erscheinen Bions unterbrochen, der nun vorgibt, es handle sich hierbei um seine Hochzeit mit Nysa. Agénor ist beschämt, weil er die Gastfreundschaft Bions missbraucht hat, und will sofort abreisen. Bion allerdings erklärt ihm und Nysa, dass er längst von der Liebe der beiden gewusst hat, und er habe sie nur auf die Probe stellen wollen. Er ist mit der Heirat der beiden einverstanden, und die Oper bekommt ihr Happy End.

## Weitere Anmerkungen
Die Oper wurde im Jahr 1802 vom Komponisten überarbeitet.
Aufführungen in jüngerer Zeit sind nicht belegt. Die Ouvertüre ist auf einer CD-Einspielung aus dem Jahr 2002 mit dem Orchester der Bretagne unter der Leitung von Stefan Sanderling zu hören. Auf dieser CD sind neben dieser Ouvertüre auch noch verschiedene andere Opernouvertüren von Méhul zu hören.

## Digitalisate
- Partitur, Paris 1800. Digitalisat bei Google Books
- Partitur, Paris 1801. Digitalisat bei Gallica
- Libretto (französisch), Paris 1801. Digitalisat des Münchener Digitalisierungszentrums
- Libretto (französisch), Paris 1802/1803. Digitalisat der Library of Congress